# Дорок
Дорок (Волха) — река в России, протекает в Чкаловском районе Нижегородской области. Устье реки находится в 13 км по левому берегу реки Троца. Длина реки составляет 19 км, площадь водосборного бассейна 74,2 км².
Исток реки находится в лесах близ границы с Ивановской областью в 24 км к западу от города Чкаловск. Течёт на юго-восток, впадает в Троцу около деревни Хохары.
Система водного объекта: Троца → Горьковское водохранилище → Волга → Каспийское море.

## Данные водного реестра
По данным государственного водного реестра России относится к Верхневолжскому бассейновому округу, водохозяйственный участок реки — Волга от города Кострома до Горьковского гидроузла (Горьковское водохранилище), без реки Унжа, речной подбассейн реки — Волга ниже Рыбинского водохранилища до впадения Оки. Речной бассейн реки — (Верхняя) Волга до Куйбышевского водохранилища (без бассейна Оки).
Код объекта в государственном водном реестре — 08010300412110000017146.